# Windows 2.x
Windows 2.x (версии 2.0 и 2.1) — графическая оболочка под MS-DOS, выпущенная 9 декабря 1987 года как преемник Windows 1.0. Она включает две версии: базовую для реального режима 8086 и расширенную Windows/386 для защищенного режима i386. Основные новшества Windows 2.0 заключаются в возможности перекрытия и изменения размера окон приложений, а также в наличии значков рабочего стола и поддержке 16-цветной VGA-графики. В это время были представлены Microsoft Word и Excel. 
Хотя Windows 2.0 была отмечена как улучшение предшественника и пользовалась популярностью, она также стала предметом судебного иска от Apple из-за нарушений авторских прав, однако суд вынес решение в пользу Microsoft. Операционная среда была заменена на Windows 2.1, выпущенную 27 мая 1988 года, с двумя версиями — Windows/286 и Windows/386, где последняя обеспечивала лучшую поддержку памяти и эмуляцию EMS. В пользовательском интерфейсе изменений не произошло, но улучшилась производительность и управление памятью. 
Windows 2.1 стала первой версией, требующей жесткого диска, а в марте 1989 года вышла обновленная версия Windows 2.11. Продажи Microsoft Windows продолжали расти, и в мае 1990 года вышла Windows 3.0, которая считается первой успешной версией как в критическом, так и в коммерческом плане. Поддержка Windows 2.0 была прекращена 31 декабря 2001 года.

## Нововведения
- реализована система перекрывающихся окон (в Windows 1.0 была мозаичная система);
- появились кнопки минимизации и максимизации окон;
- реализована поддержка защищённого режима процессора;
- введён протокол динамического обмена данными (DDE);
- улучшена поддержка процессора Intel 80286, а также увеличена скорость работы;
- в версии 2.03 (Windows 2.0/386) улучшена работа в защищённом режиме процессора Intel 80386 и работа с расширенной памятью.

## История версий

### 2.0x
Выход Windows общедоступной версии 2.03 состоялся 9 декабря 1987 года. Операционная система была выпущена в двух различных версиях с разными названиями и поддержкой процессоров. Базовая версия поддерживала виртуальный режим 8086 для микропроцессора 80386. Несмотря на это, она была полностью функциональна на процессорах 8088 или 8086, хотя доступ к области верхней памяти на 8086 не был возможен; тем не менее, расширенная память оставалась доступной. Модель IBM PS/2 Model 25 могла поставляться с «комплектом DOS 4.00 и Windows» для образовательного сегмента и использовала Windows на 8086. Позже базовая версия была переименована в Windows/286 с выходом Windows 2.1 в 1988 году.
Второй вариант, названный Windows/386, стал доступен в сентябре 1987 года. Эта версия была значительно более продвинутой. Она внедрила ядро защищенного режима, в котором графический интерфейс и приложения работали как задачи в виртуальном режиме 8086. Данная версия поддерживала полную многозадачность и позволяла нескольким программам MS-DOS работать одновременно в режиме «виртуального 8086», вместо того чтобы приостанавливать фоновую активность. Каждое приложение DOS могло использовать доступную нижнюю память до начала работы Windows, за исключением нескольких килобайт накладных расходов. Windows/386 также обеспечивала эмуляцию EMS, используя функции управления памятью i386 для имитации работы ОЗУ за пределами 640 КБ как банковской памяти, которая ранее предоставлялась только дополнительными картами и использовалась популярными приложениями DOS. Однако поддержка дисковой виртуальной памяти отсутствовала, что означало, что несколько программ DOS должны были размещаться в доступной физической памяти. Это позволяло пользователям запускать больше приложений в версии 386.
Ни одна из этих версий не была совместима с менеджерами памяти DOS, такими как CEMM или QEMM, и с расширителями DOS, которые имели собственное управление памятью и работали в защищенном режиме. Это было исправлено в версии 3.0, которая поддерживала Virtual Control Program Interface (VCPI) в «стандартном режиме» и DOS Protected Mode Interface (DPMI) в «расширенном режиме 386». Microsoft прекратила поддержку Windows 2.0 31 декабря 2001 года.

### 2.1
Как и предыдущая версия, Windows 2.0, операционная среда была представлена в двух вариантах с различной совместимостью с процессорами. Однако название изменилось на «Windows/286» и «Windows/386». Эта версия была выпущена 27 мая 1988 года и стала первой, требующей наличия жесткого диска.
Несмотря на название, Windows/286 не требовала процессора 80286 и могла работать на процессорах 8088 или 8086, хотя не использовала верхнюю область памяти, так как она отсутствовала на 8086. Это была переработка Windows 2.03, использующая дополнительные 64 КБ из расширенной 286 КБ памяти в реальном режиме. Для доступа к этой памяти требовался HIMEM.SYS. Некоторые производители ПК поставляли Windows/286 с оборудованием Intel 8086, что вызывало путаницу у пользователей, например, модель PS/2 25 от IBM включала Windows/286.
Вариант Windows/386 был более продвинутым, так как включал ядро защищенного режима и позволял нескольким программам MS-DOS работать одновременно в виртуальном режиме 8086 на процессоре 80386, не приостанавливая фоновые приложения. Он также поддерживал эмуляцию EMS для использования оперативной памяти свыше 640 КБ. Установка Windows/386 считалась более удобной по сравнению с Windows/286. Эта версия использовала как обычную, так и расширенную память, хотя игнорировала расширенную память. Инструменты для преобразования расширенной памяти в обычную были встроены в Windows/386, но EMS, управляемая отдельно, не была доступна. Для настройки Windows/386 пользователям нужно было вручную редактировать файл CONFIG.SYS. Microsoft прекратила поддержку Windows 2.1 31 декабря 2001 года.
Корейская версия Windows 2.1 была выпущена в мае 1990 года и переиздана в сентябре 1990 года как Windows 2.12.

### 2.11
Windows 2.11 была выпущена 13 марта 1989 года. Как преемник Windows 2.1, она также имела редакции Windows/286 и Windows/386 с незначительными изменениями в управлении памятью и обновлениями, касающимися параметров печати. Затраты для организаций, использующих Windows 2.11, были отмечены как ниже.

## Системные требования
|                         | Минимальные системные требования                            | Минимальные системные требования                            |
|                         | Windows 2.01                                                | Windows 2.03                                                |
| ----------------------- | ----------------------------------------------------------- | ----------------------------------------------------------- |
| Процессор               | Intel 8088( Рекомендуется Intel 80286 или Intel 80386)      | Intel 8088( Рекомендуется Intel 80286 или Intel 80386)      |
| Оперативная память      | 512 КБ памяти                                               | 512 КБ памяти                                               |
| Хранилище               | Два "double-sided" дисковода гибкий дисков или жёсткий диск | Два "double-sided" дисковода гибкий дисков или жёсткий диск |
| Видеоадаптер            | EGA или VGA совместимый адаптер                             | EGA или VGA совместимый адаптер                             |
| MS-DOS                  | 3.0 или выше                                                | 3.0 или выше                                                |
| Устройства ввода-вывода | Мышь (опционально)                                          | Мышь (опционально)                                          |

## Восприятие
Windows 2.0 рассматривается как постепенное улучшение своего предшественника, хотя все еще находится в стадии разработки. Благодаря своим усовершенствованиям Microsoft Windows стала более популярной после выхода, а интерфейс был признан более удобным в использовании. В январе 1988 года Стюарт Олсоп II предсказал, что переход на графические интерфейсы на компьютерах IBM будет медленным и обусловленным рыночными факторами, так как графический интерфейс имел "серьезные недостатки", и пользователям приходилось обращаться к DOS для выполнения многих задач. CNET отметила, что Windows 2.0 "не сильно отличалась от Windows 1.0". Журнал BYTE включил эту версию в список лауреатов премии BYTE Awards 1989 года, назвав её "серьезным конкурентом OS/2", так как она "использует мощность 80386".
Стоимость операционной среды составляла 99 долларов. В 1988 году продажи Microsoft Windows достигли одного миллиона, однако к январю 1990 года их число сократилось до менее двух миллионов, хотя Windows 2.0 не получила широкой популярности. На смену ей пришла Windows 2.1, выпущенная в США и Канаде в мае 1988 года. Усовершенствования, введенные в Windows 2.1, считаются значительными. Версия Windows/386 обладает хорошей функциональностью и позволяет приложениям работать в полноэкранном или частичном режиме, хотя запуск графических приложений замедляет работу операционной среды. InfoWorld оценил Windows/386 как отличное соотношение цены и качества. К 1989 году вместе с DESQview 386 они стали самыми популярными средами для 386, хотя DESQview 386 считалась более гибкой. В сравнении с другими системами на базе 80386, Windows/386 требует меньше памяти DOS.
Цена на Windows/286 составляла 99 долларов, в то время как версия Windows/386 стоила 195 долларов. К январю 1990 года продажи Microsoft Windows снизились до менее двух миллионов. После этого вышла Windows 3.0 в 1990 году, а затем Windows 3.1 в 1992 году. Windows 2.1 считается первой версией Microsoft Windows, которая получила хорошую оценку как от критиков, так и с коммерческой точки зрения.

### Правовой конфликт с Apple
17 марта 1988 года Apple Inc. подала иск против Microsoft и Hewlett-Packard, обвинив их в нарушении авторских прав на программное обеспечение Macintosh System. Apple утверждала, что "внешний вид и поведение" операционной системы Macintosh в целом защищены авторским правом, и что Windows 2.0 нарушает это право, используя те же значки. Судья вынес решение в пользу Hewlett-Packard и Microsoft по всем, кроме 10 из 189 элементов графического пользовательского интерфейса, указанных в иске, и постановил, что оставшиеся 10 элементов GUI не могут быть защищены авторским правом.